# موقد الكيروسين

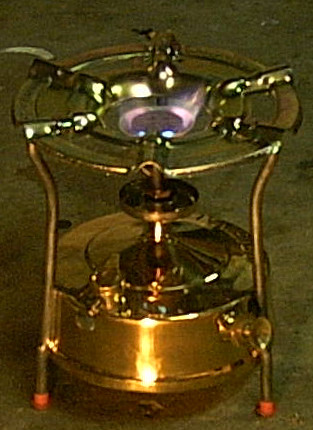
موقد كيروسين صغير للطبخ المنزلي، ويظهر في الصورة مكبس لضغط الهواء في الخزان في اليمين وصمام إفراغ الضغط في اليسار

موقد الكيروسين أو وابور أو بابور الجاز
هو أحد وسائل الحصول على الطاقة الحرارية لأغراض التدفئة أو الطهي أو الإنارة عن طريق حرق الكيروسين، ومن ثم إنتاج النار اللازمة للأغراض السابقة.

## وصف وميكانيكية العمل
يتكون الموقد من جسم الخزان وهو من النحاس بشكل اسطوانة بقطر تقريبي 20 سم وبارتفاع تقريبى 10 سم (الابعاد تختلف حسب الموديل) وبها فتحتان جانبيتان وفتحة علوية
الفتحات الجانبية احداها عبارة عن غطاء يستخدم لتعبئة الكيروسين وبه مفتاح لتفريغ ضغط الهواء الداخلى جزئيا أو كليا والفتحة الأخرى تحتوى على مكبس هواء به صمام عدم رجوع يستخدم لدفع الهواء الجوء إلى داخل الخزان لزيادة الضغط الداخلى.
الفتحة العلوية يتم تركيب ماكينة الإشعال وإنتاج اللهب اعلاها وهي عبارة عن ثلاث مواسير من النحاس الأحمر ملتفة كما بالصورة بدايتها متصلة بالفتحة العلوية للخزان وتلتقى في نهايتها بنقطة واحدة يتم تركيب فونية عليها وهي عبارة عن مكعب من النحاس به ثقب دقيق يتجه لأعلى لنفث بخار الكيروسين ومن ثم اشتعاله.
على المنطقة الفاصلة بين الماكينة والخزان توجد صينية من الصاج (الصاسة) بقطر تقريبى 5 سم تستخدم في تسخين الماكينة عند بدء التشغيل.
على اجناب الخزان يتم تركيب ثلاث ارجل من الحديد ممتدة افقيا أعلى الموقد بارتفاع تقريبى 30 سم تستخدم لوقوف الموقد على الأرض وأيضا حمل اناء الطهى باعلاه وأحيانا يتم وضع حمالة خارجية حول الموقد لحمل الانية ثقيلة الوزن.
اجزاء الموقد المختلفة يتم تثبيتها ببعضها باستخدام اللحام بالقصدير والماكينة يتم تثبيتها بربطها بجسم الموقد بالقلاووظ.

### ميكانيكية العمل
1. بعد ملء الموقد بالكيروسين واحكام غلق فتحة الملء يتم وضع سائل سريع الاشتعال في الطاسة اسفل الماكينة ثم اشعاله لإنتاج لهب سريع وقوى يستمر لعدة دقائق بحيث يتم تسخين الماكينة بصورة جيدة.
2. يتم دفع الهواء تدريجيا إلى داخل الموقد باستخدام المكبس حيث يزيد الضغط داخل الموقد ومن ثم يندفع الكيروسين تلقائيا نحو الفتحة الوحيدة المتاحة داخل الخزان وهي بأعلى الموقد ليدخل في مواسير الماكينة الساخنة واثاء مروره داخلها وبفعل حرارتها يتحول من الحالة السائلة إلى الحالة الغازية ويكمل اندفاعه إلى ان يخرج من الفونية متجها إلى أعلى الماكينة وأثناء خروجه يقابل ما يتبقى من اللهب السابق توليده لتسخين الماكينة فيشتعل منتجا اللهب المطلوب للطهى.
3. نتيجة اللهب الناتج سابقا يتم الاحتفاظ بالماكينة ساخنة دائما طوال فترة تشغيل الموقد ونتيجة الضغط داخل الموقد يتم استمرار اندفاع الكيروسين إلى الماكينة وبذلك تضبح دائرة التشغيل مستمرة تلقائيا.
4. عند انخفاض كمية الكيروسين داخل الموقد نتيجة استهلاكه يحدث تلقائيا انخفاض في الضغط الداخلى وبالتالى انخفاض في كمية الكيروسين المندفع إلى الماكينة وبالتالى تقل شدة اللهب الناتج وللحفاظ على شدة اللهب يتم زيادة الضغط باستخدام المكبس كما سبق ذكره إلى ان تنتهى كمية الكيروسين ويعاد الملء أو يتم اطفاء الموقد لانتهاء الغرض منه.
5. عند الرغبة في إطفاء الموقد يتم خفض الضغط الداخلي عن طريق تفريغ الهواء من الموقد باستخدام المفتاح الخاص بذلك أو تهوية فتحة ملء الكيروسين وبالتالى يقل اندفاع الكيروسين تدريجيا إلى الماكينة إلى ان يتوقف تماما ومن ثم ينقطع اللهب.

## الأغراض
يختلف شكل الموقد وأسلوب تشغيله حسب نوعية اللهب المطلوب إنتاجه وحسب الهدف المطلوب منه; الطهى، الإنارة، التدفئة.

### الطهى
وهو أشهر الأنواع انتشارا في المدن حتى عهد قريب وفي المناطق النائية حتى الآن وهو يتداول في أكثر من صورة حسب حجم متطلبات المستخدم فالنوع المنزلى يتكون من خزان نحاسى صغير يملاء بالكيروسين واعلاه فوهة إنتاج اللهب (الماكينة)وهو مجهز
لحمل اناء طبخ عن طريق ارجل معدنية مثبتة باجنابه ويتم التحكم في شدة اللهب بزيادته عن طريق مكبس لزيادة الضغط الداخلى وتقليله عن طريق مفتاح تفريغ لتقليل الضغط وسيتم توضيح ذلك تفصيلا عن طريق الرسم والصور الايضاحية في القريب العاجل. ويوجد نوعان من هذا الموقد حسب الصوت واللهب الناتجين وهذان النوعان هما (الساكت) وهو منخفض الصوت وذو لهب منخفض نسبيا و(العادى) وهو مرتفع الصوت وذو لهب اشد وكلا النوعين يوجد منه عدة احجام.
و النظرية القائم عليها عمل الموقد هي تحويل الكيروسين من الحالة السائلة الصعبة الاشتعال إلى الحالة الغازية السهلة الاشتعال عن طريق دفع الكيروسين الموجود في الخزان بواسطة ضغط الهواء إلى ماكينة الإشعال التي يتم تسخينها عند بدء استخدام الموقد بحيث يتحول الكيروسين بفعل الحرارة من الصورة السائلة إلى صورة غازية ثم يشتعل الغاز منتجا اللهب المطلوب.
للطهى الواسع النطاق أو التجارى، يتم فصل خزان الكيروسين عن مكان إنتاج اللهب مع التوصيل بينهم باستخدام انابيب نحاسية وذلك لزيادة حجم الخزان بما يتناسب مع مدة التشغيل اللازمة وأيضا إمكانية عمل أكثر من مصدر للهب مع تغزيتها من خزان واحد أو أكثر من خزان ونظرية التشغيل مماثلة للمستخدم في النوع المنزلى.

### الإنارة
عبارة عن خزان للكيروسين من النحاس أو الزجاج متصل به مكان لإنتاج لهب ضعيف محاط بالزجاج لحمايته من تيارات الهواء وابعاد اللهب عن المستخدم وهو يولد انارة مناسبة للاستخدام الادمى وسيتم توضيح ذلك تفصيلا عن طريق الرسم والصور الايضاحية في القريب العاجل